# Grecaggio

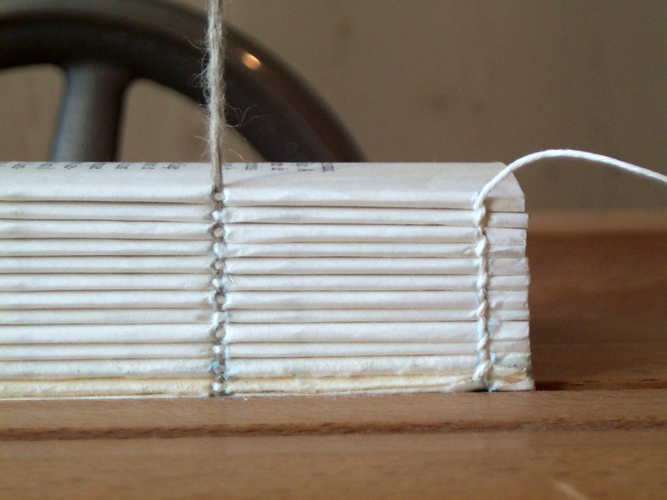
Un esempio di legatura eseguita con la tecnica del grecaggio

Il grecaggio è una tecnica di legatura del manoscritto ereditata dalla legatura bizantina.
Le sporgenze sul dorso erano avvertite come antiestetiche nel mondo bizantino e, al fine di ottenere dorsi lisci, si praticava un "canale di scolo" in cui far passare le catenelle.
La pratica fu introdotta in Italia dai legatori bizantini che, emigrati dopo il 1453, si rifugiarono nelle zone della penisola con cui avevano maggiori contatti, come ad es. Venezia.